# Arquà Petrarca
Arquà Petrarca là một đô thị ở đông bắc Italia, vùng Veneto, tỉnh Padova.
Tại thời điểm năm 2007, đô thị Arquà Petrarca có dân số 1.835 người.